# Província de Djelfa
La província o wilaya de Djelfa (àrab: ولاية الجلفة, wilāyat al-Jalfa) és una província o wilaya d'Algèria, que pren nom de la seva capital, Djelfa. Va ser establerta com a wilaya a la reorganització administrativa de 1974 i està composta per 36 municipis (baladiyya) i 12 daires, amb un total de més de 800.000 habitants.
Està situada als altiplans del sud de Medea, uns 300 km al sud d'Alger. Amb una extensió de 32.000 km², té un clima continental marcat per hiverns freds i humits i estius secs i calorosos. Tanmateix, els paisatges i els relleus hi són relativament variats. Els boscos hi ocupen un 8% del territori. És una regió amb tradició ramadera: l'estepa hi predomina i el bestiar oví és el més important del país (hom el calcula en més de quatre milions de caps).
El departament té una població de vora nou-centes mil persones (2002), concentrades sobretot a les ciutats de Djelfa, Ain-Oussera i Messaad. És la sisena wilaya d'Algèria en nombre d'habitants.
El seu territori conté una gran riquesa arqueològica, formada sobretot per gran quantitat de pintures rupestres del Neolític.